# Abdulrahman ben Mohamad al Gdaia
Abdulrahman ben Mohamad al Gdaia (arabisch عبد الرحمن بن محمد الجديع, DMG ʿAbd ar-Raḥmān b. Muḥammad al-Ǧudayyaʿ; * 16. Januar 1950) ist ein saudischer Diplomat.

## Studium
Er studierte Politikwissenschaft und Öffentliche Verwaltung. 1985 wurde er von der Northern Arizona University mit dem Thema Weiterverbreitung von Kerntechnik in Staaten der dritten Welt, Analyse der Entscheidungsfindung in Indien und Pakistan zum Doktor der der Politikwissenschaft promoviert.

## Werdegang
Vom 3. August 1999 bis 2008 war er Generalkonsul in New York City sowie Mitglied der Saudischen Delegation zur United Nations Disarmament Commission in der Sitzungsperiode vom 9. bis 27. April 2007 der Generalversammlung der Vereinten Nationen unter Naif ibn Abd al-Aziz.
Vom 20. Mai 2008 bis 20. Mai 2014 war er Botschafter in Stockholm sowie ab 11. Dezember 2008 zeitgleich auch in Oslo akkreditiert. In seiner Amtszeit als Botschafter in Stockholm war Waleed Abulkhair zur Verleihung des Olof-Palme-Preis nach Stockholm eingeladen, weshalb das Olof Palme Memorial Fund vergebens bei Gdaia um eine Reiseerlaubnis zur Preisverleihung ansuchte.

“The kingdom is a leader in solidifying the culture of dialogue and in spreading tolerance and openness among people who love peace and reject terrorism, extremism and racism.”

„Das Königreich ist führend bei der Festigung der Dialogkultur und bei der Verbreitung von Toleranz und Offenheit unter Menschen, die den Frieden lieben und Terrorismus, Extremismus und Rassismus ablehnen.“

Von 12. Februar 2014 bis 2015 war er Botschafter in Rabat. Mohammed VI. (Marokko) verlegte sechs General Dynamics F-16 in die Vereinigten Arabischen Emirate und beteiligt sich an der Operation Restoring Hope.
In seine Amtszeit als Botschafter in Rabat, fiel der Antrittsbesuch von Salman ibn Abd al-Aziz in Tanger am 2. August 2015.
| Vorgänger                         | Amt                                                                     | Nachfolger                         |
| --------------------------------- | ----------------------------------------------------------------------- | ---------------------------------- |
| Badr bin Othman Bakhsh            | Saudi-arabischer Botschafter in Stockholm 20. Mai 2008 bis 20. Mai 2014 | Ibrahim Saad Al-Ibrahim            |
| Mohammed bin Abdulrahman Al-Bishr | Saudi-arabischer Botschafter Rabat 12. Februar 2014 bis 2015            | Abdulaziz bin Mohieddin el-Hodscha |